# 2015年科林西亚酒店袭击
2015年1月，利比亚的黎波里的的黎波里科林西亚酒店遭到伊斯兰国的恐怖袭击。 科林西亚酒店深受利比亚的外国外交官和利比亚政府人员的喜爱，多名利比亚官员曾下榻于此。

## 袭击
2015年1月27日凌晨，伊斯兰国分子在酒店的地下停车场内引爆了一枚汽车炸弹，引起酒店一片混乱。约5名恐怖分子趁乱躲开酒店保安和警卫的驻守，意图进入酒店杀害下榻于此的客人。 
部分袭击者在警卫进场后幸存下来，导致发生了持续很长时间的人质劫持事件。 

## 受害者
| 国家   | 数字 |
| ------ | ---- |
| 利比亞 | 5    |
|        | 3    |
| 法國   | 1    |
| 美国   | 1    |
|        | 10   |

共有五名外国人在袭击中死亡：一名美国人、一名法国人和三名塔吉克人（其中有两名女性）。受害的一名美国人名叫大卫·贝瑞 (David Berry)，是美国一家安保公司的承包商。五名利比亚警卫也在袭击中丧生。 

## 肇事者和动机
此次袭击是由伊斯兰国的利比亞分支成员制造的。袭击者声称其目的是为利比亚基地组织成员阿布·阿纳斯·利比之死进行报复，阿布·阿纳斯·利比参与了1998年美国两座大使馆的爆炸事件。 2013年，他被美军在利比亚境内抓获，并于2015年去世。